# Kalette
Eine Kalette (auch Rippe) ist die winzige Facette, mit der ein zum Brillant geschliffener Schmuckstein am unteren Ende abschließt. Damit wird verhindert, dass sich der Stein an dieser fragilen Stelle aufspaltet. Die acht Facetten des Unterteils können auch zu einer Spitze zusammenlaufen. Ein gemmologisches Gutachten über einen Brillanten enthält dann die Angabe „Kalette nicht vorhanden“ oder „keine Kalette“. Eine Spitze erhöht den Wert des Brillanten, eine große Kalette vermindert ihn.

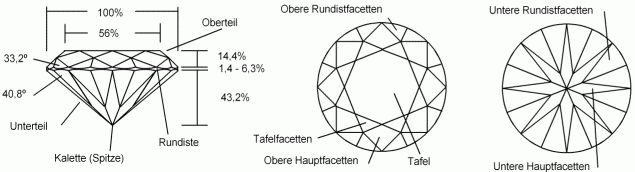
Brillantschliff der Praxis nach Eppler und Klüppelberg (1938)